# Dortmund-Bodelschwingh

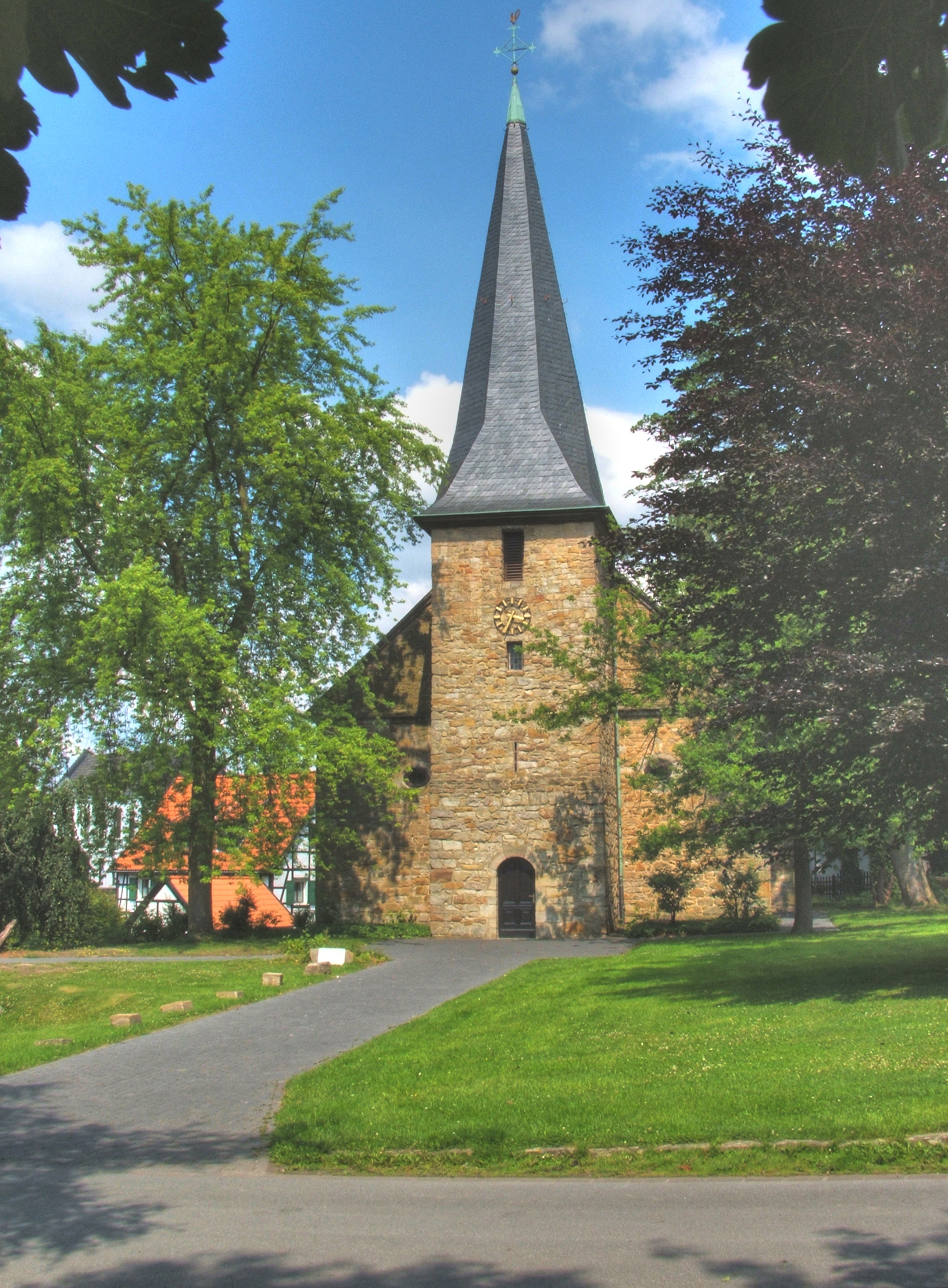
Église protestante à Dortmund-Bodelschwingh

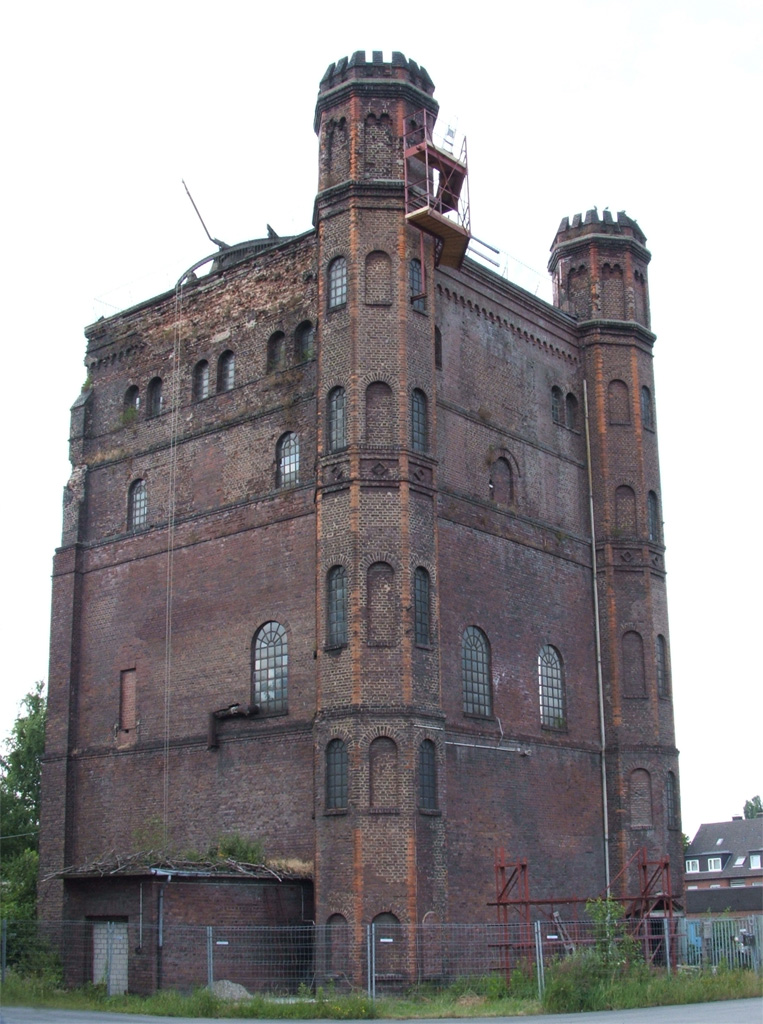
Mine Westhausen

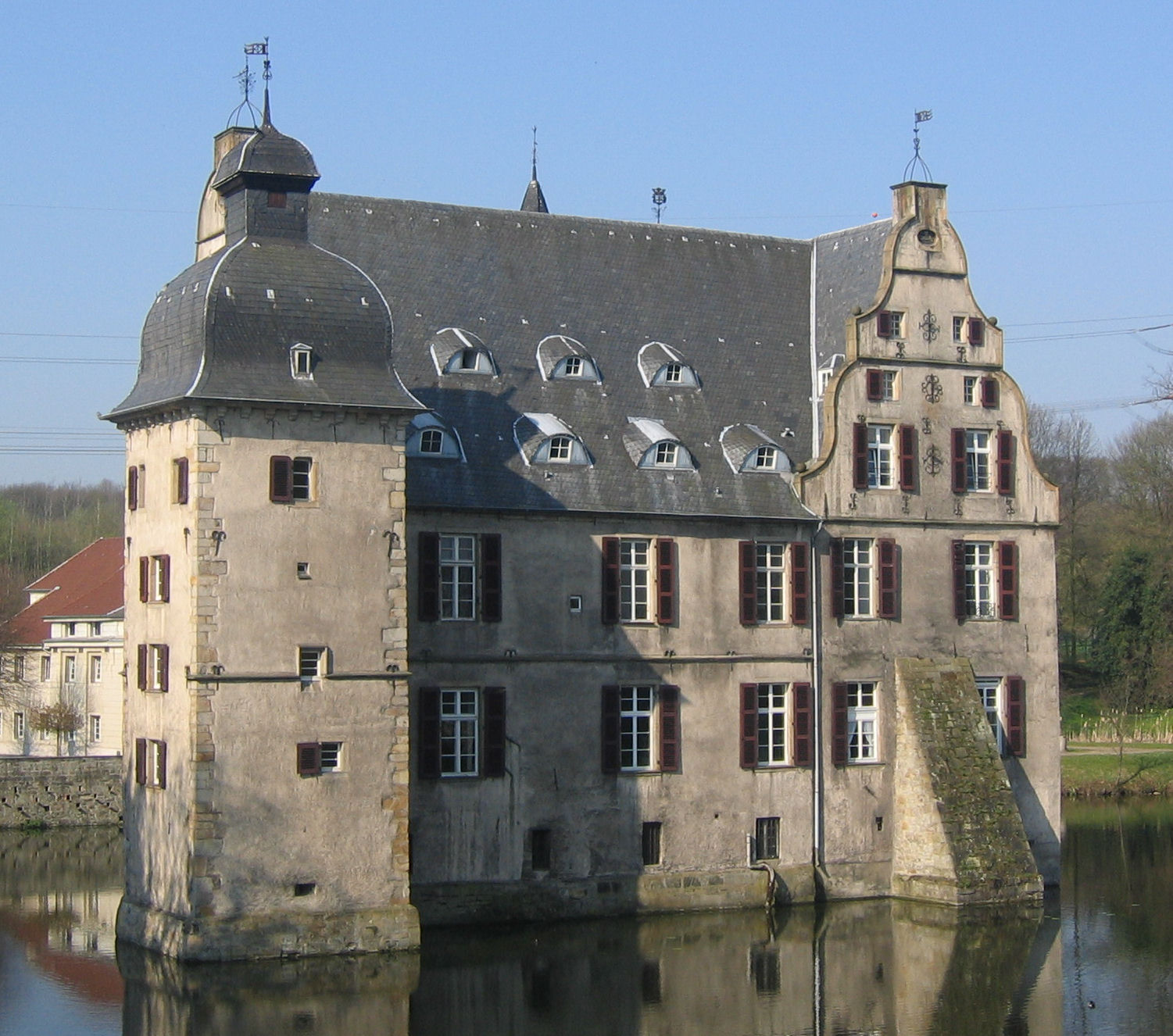
château d'eau de Bodelschwingh

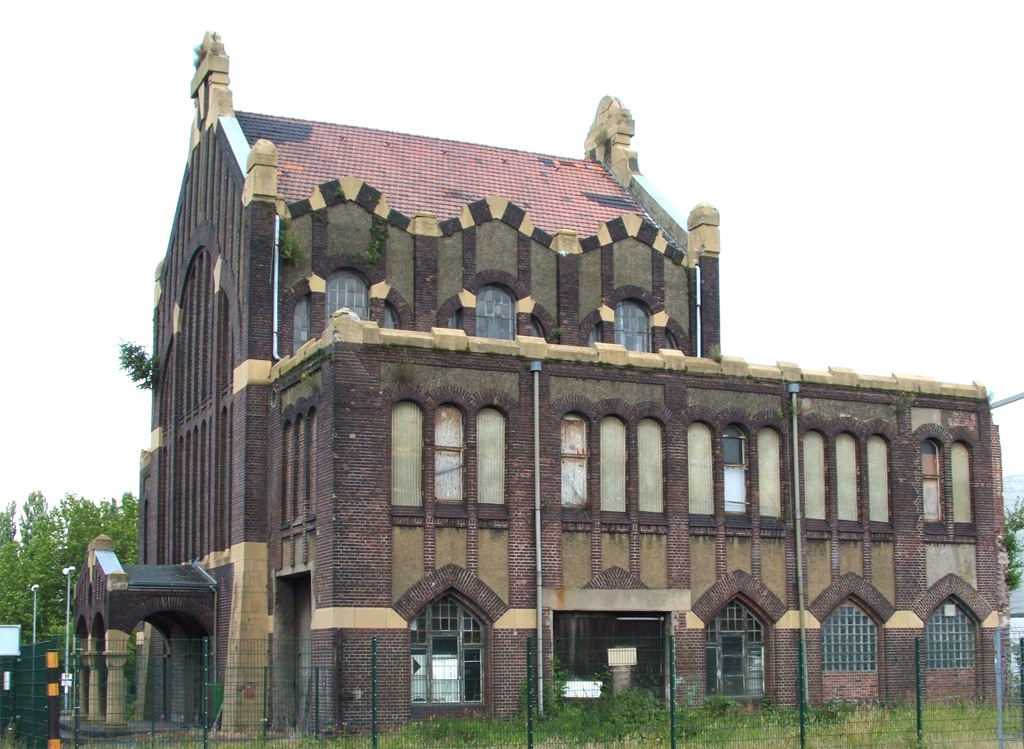
Vieille mine Westhausen

Dortmund-Bodelschwingh est un quartier de Dortmund, il se situe au nord-ouest la ville et est inclus dans l'arrondissement de Dortmund-Mengede.

## Histoire
La ville de Dortmund Bodelschwingh a été mentionnée pour la première fois en 1311. Un peuplement pré-chrétien est considéré comme probable, mais n'est pas prouvé.
Vers la fin du XIIIe siècle, les seigneurs de Speke ont décidé de bâtir les fondations de la cité de Bodelschwingh. La première pierre a été posée en l'an 1302 à proximité du château d'eau de Bodelschwingh. En outre, dans le quartier adjacent Westerfilde, la demeure de West Husen appartenait à une famille, qui plus tard donnera son nom à la cité. En outre, Friedrich de Bodelschwingh l'Ancien, le fondateur de l'Institution Bethel, provient de cette famille noble.
L’ère industrielle a commencé à Bodelschwingh avec le creusement entre Westerfilde et Bodelschwingh de la mine Westhausen. À la suite de l’immigration a commencé l’urbanisation de nombreux anciens terrains agricoles, qui a accru la taille de Bodelschwingh jusqu’à aujourd’hui.
Les bâtiments encore restant de la mine Westhausen sont parmi les plus importants ensembles architecturaux de la Ruhr et sont un élément important de la "Route du patrimoine industriel" de Rhénanie.

## Situation
Le lieu est situé sur une altitude de 77 m.